# Абенберг
Абенберг (на немски: Abenberg) е град с 5454 жители (към 31 декември 2012) в район Рот в регион Средна Франкония, Бавария, Германия. Намира се на ок. 25 km югозападно от Нюрнберг, във Франконската койпер-лиасова равнина.
Графството Абенберг се създава между 1002 и 1024 г. по времето на Отоните. Селището е основано ок. 1040 г. от Волфрам фон Абенберг. За пръв път Абенберг е спомент през 1152 г.